# Ante Režić
Ante Režić (Solin, 4. lipnja 1988.) hrvatski je nogometaš koji igra na poziciji beka, a trenutno je član njemačkog Lupo Martini Wolfsburg.
Režić je produkt Hajdukove omladinske škole. Prošao je sve dobne kategorije u Splitu, da bi ga struka poslala na "kaljenje". 
Za Hajduk je debitirao u utakmici superkupa 17. srpnja 2010.protiv Dinama u Zagrebu. U ligi je debitirao 24 srpnja 2010. u prvom kolu protiv Istre.
Nastupio je 4 puta za Hrvatsku U17 reprezentaciju.

## Vanjske poveznice
- Profilna hajduk.hr
- Profil na uefa.com